# بلندی‌های تپلوستان
بلندی‌های تپلوستان (انگلیسی: Teplostan Upland) یک بلندی در شهر مسکوی کشور روسیه است.